# Userkare
Userkare – władca starożytnego Egiptu z VI dynastii

## Lata panowania
- 2337–2335 p.n.e. (Kwiatkowski)
- 2300 p.n.e. (Schneider)

## Świadectwa panowania
Panowanie jego jest potwierdzone przez Listę z Abydos, Kanon Turyński i zabytki z epoki, w tym pieczęcie cylindryczne i miedziane ciosło z nazwą grupy robotników „Userkare jest kochany” z X nomu górnoegipskiego, najprawdopodobniej pracujących przy budowie grobowca władcy. Nic nie wspomina o nim Lista z Sakkary i Maneton.

## Pochodzenie i działalność
Panowanie jego było krótkotrwałe. Niewykluczone, że był on uzurpatorem, którego panowanie poprzedzało panowanie Pepiego I (Helck) lub pokrywało się z pierwszymi latami panowania tego władcy i może też z tych powodów Userkare nie został wspomniany przez Manetona (Kwiatkowski).  Mógł też współrządzić z królową Iput, która pełniła obowiązki regentki tuż po śmierci męża, czyli  w okresie małoletności swojego syna (Grimal). Matką Userkare mogła być Chentkaus II, z której zespołu grobowego Pepi I zabrał bloki skalne do budowy swojej świątyni grobowej (Munro). Mogło to potwierdzać tezę, według  której Userkare był uzurpatorem, w związku z czym on i wszystkie osoby z nim związane miały być wymazane z pamięci potomnych.

## Wezyrowie
Powyższą tezę potwierdzać również może fakt, że imię i wizerunki wezyra Userkare, Seszemnefera, zostały za czasów Pepiego wymazane, a królewski kartusz Userkare na architrawie Mehiego został zastąpiony kartuszem Tetiego. Nie wyklucza się, że ta chęć wymazania z pamięci tego wezyra wiąże się z czymś innym – jego udziałem w spisku przeciwko Pepiemu I (Kanawati).
Innym znanym wezyrem z czasów Userkare był Merefnebef, którego grobowiec w dobrym stanie odkryli w 1997 r. polscy archeolodzy pod kierownictwem prof. Karola Myśliwca.

## Grobowiec
Miejsce pochówku Userkare nie zostało do tej pory odnalezione.

## Tytulatura
| M23 · X1 | L2 · X1 |

| M23 · X1 | L2 · X1 |

| N5 | F12 | S29 | D28 |

| N5 | F12 | S29 | D28 |

| N5 | F12 | S29 | D28 |

| N5 | F12 | S29 | D28 |

| M23 · X1 | L2 · X1 |

| M23 · X1 | L2 · X1 |

| N5 | F12 | S29 | D28 |

| N5 | F12 | S29 | D28 |

| N5 | F12 | S29 | D28 |

| N5 | F12 | S29 | D28 |

| G39 | N5 |

| G39 | N5 |

| M17 | X1 | M17 | M17 |

| M17 | X1 | M17 | M17 |

| M17 | X1 | M17 | M17 |

| M17 | X1 | M17 | M17 |

| G39 | N5 |

| G39 | N5 |

| M17 | X1 | M17 | M17 |

| M17 | X1 | M17 | M17 |

| M17 | X1 | M17 | M17 |

| M17 | X1 | M17 | M17 |